# Tytanian ołowiu
Tytanian ołowiu, PbTiO3 – nieorganiczny związek chemiczny, mieszany tlenek ołowiu(II) i tytanu(IV). Stosowany m.in. jako materiał ceramiczny o właściwościach ferroelektrycznych i piezoelektrycznych. Jego temperatura Curie wynosi 493 °C (w tej temperaturze zachodzi przejście I rodzaju do stanu paraelektrycznego).

## Nanotechnologia
Tytanian ołowiu jest wdzięcznym materiałem do produkcji nanokrystalitów. W ich wypadku temperatura Curie maleje wraz ze zmniejszaniem rozmiaru kryształów. W przypadku nanokryształów można zapisać wzór na temperaturę przejścia w postaci:
{\displaystyle T_{C}(D)=T_{C}(\infty )-C/(D-8,8)[K]}
gdzie C=256 K·nm, TC(∞) – temperatura przejścia w „dużym” krysztale (bulk), a D – rozmiar kryształu w nanometrach.
Wynika stąd że wielkość krytyczna wynosi w tych kryształach około 9,1 nm, tj. poniżej tego rozmiaru kryształy tytanianu ołowiu nie mogą wykazywać ferroelektryczności.